# Saint-Lambert-de-Lauzon
Pour les articles homonymes, voir Saint-Lambert.
Saint-Lambert-de-Lauzon est une municipalité dans la municipalité régionale de comté de La Nouvelle-Beauce au Québec (Canada), située dans la région administrative de Chaudière-Appalaches.

## Toponymie
Elle est nommée en l'honneur de Pierre Lambert, arpenteur qui dressera les plans de la seigneurie de Lauzon en 1828 et ceux de la ville d'Aubigny (Lévis) en 1848. Quant au spécifique Lauzon, il fait référence à la seigneurie de Jean Lauzon.

## Histoire

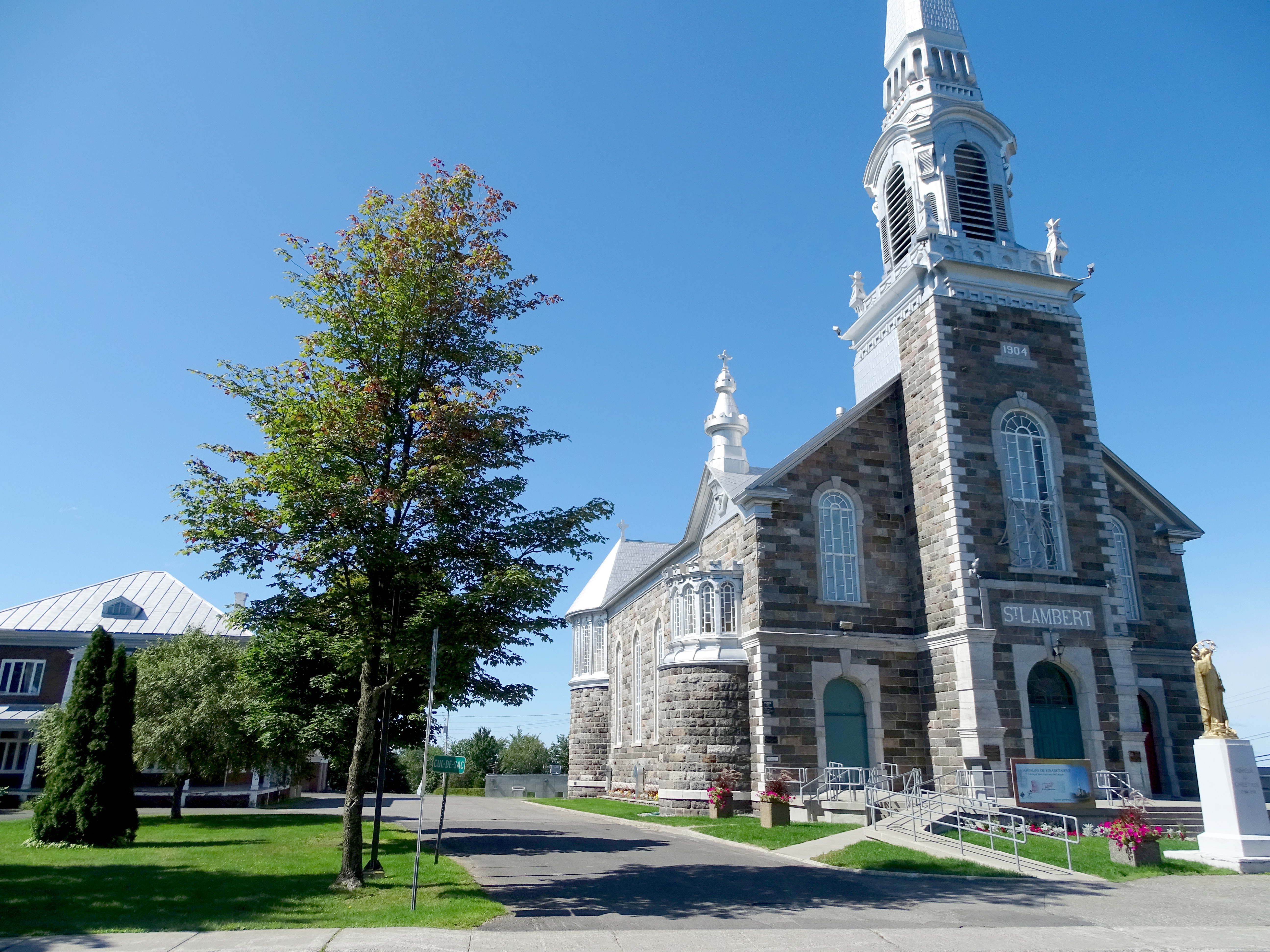
Église de Saint-Lambert-de-Lauzon

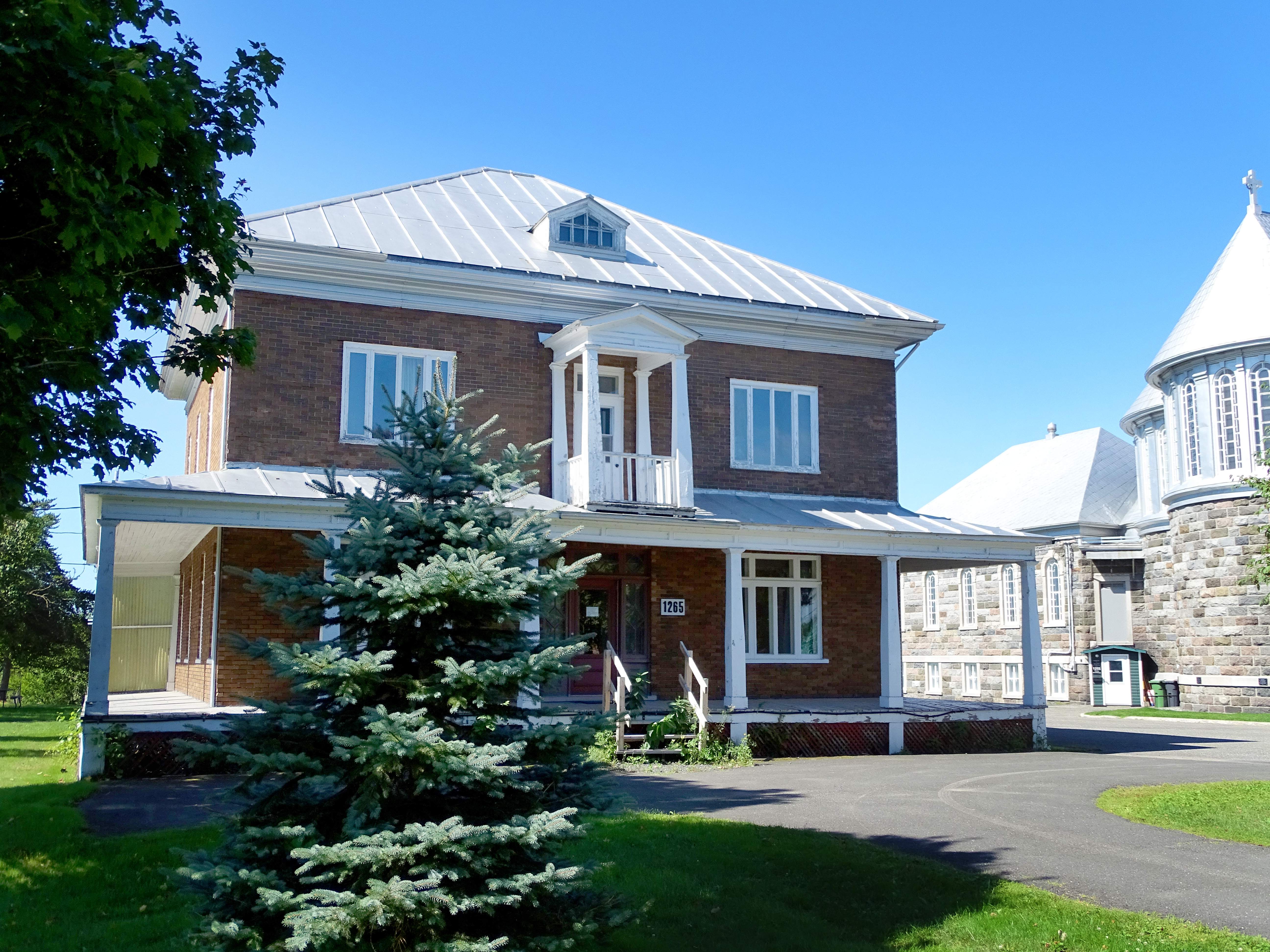
Presbytère de Saint-Lambert-de-Lauzon

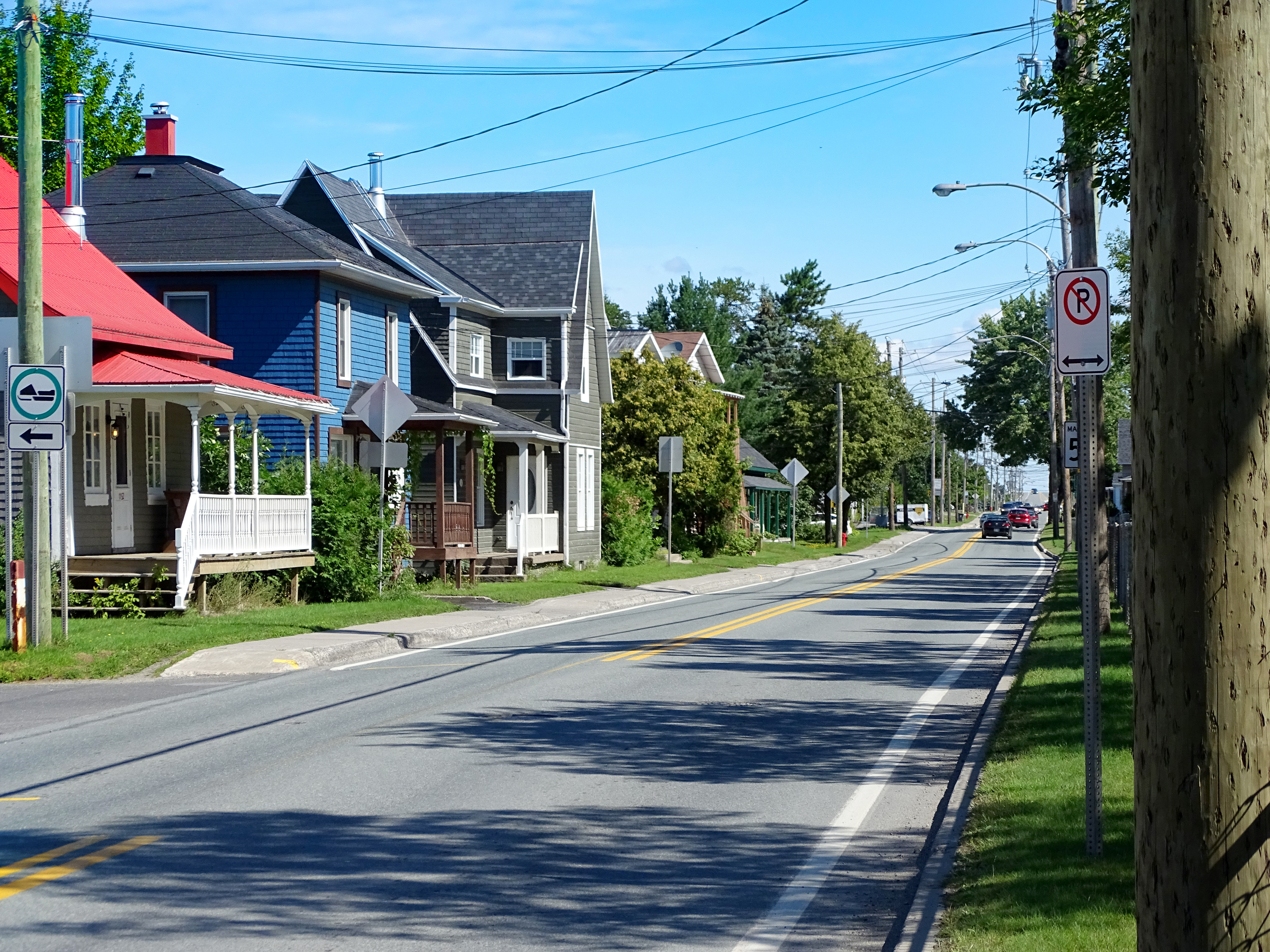
Rue du Pont

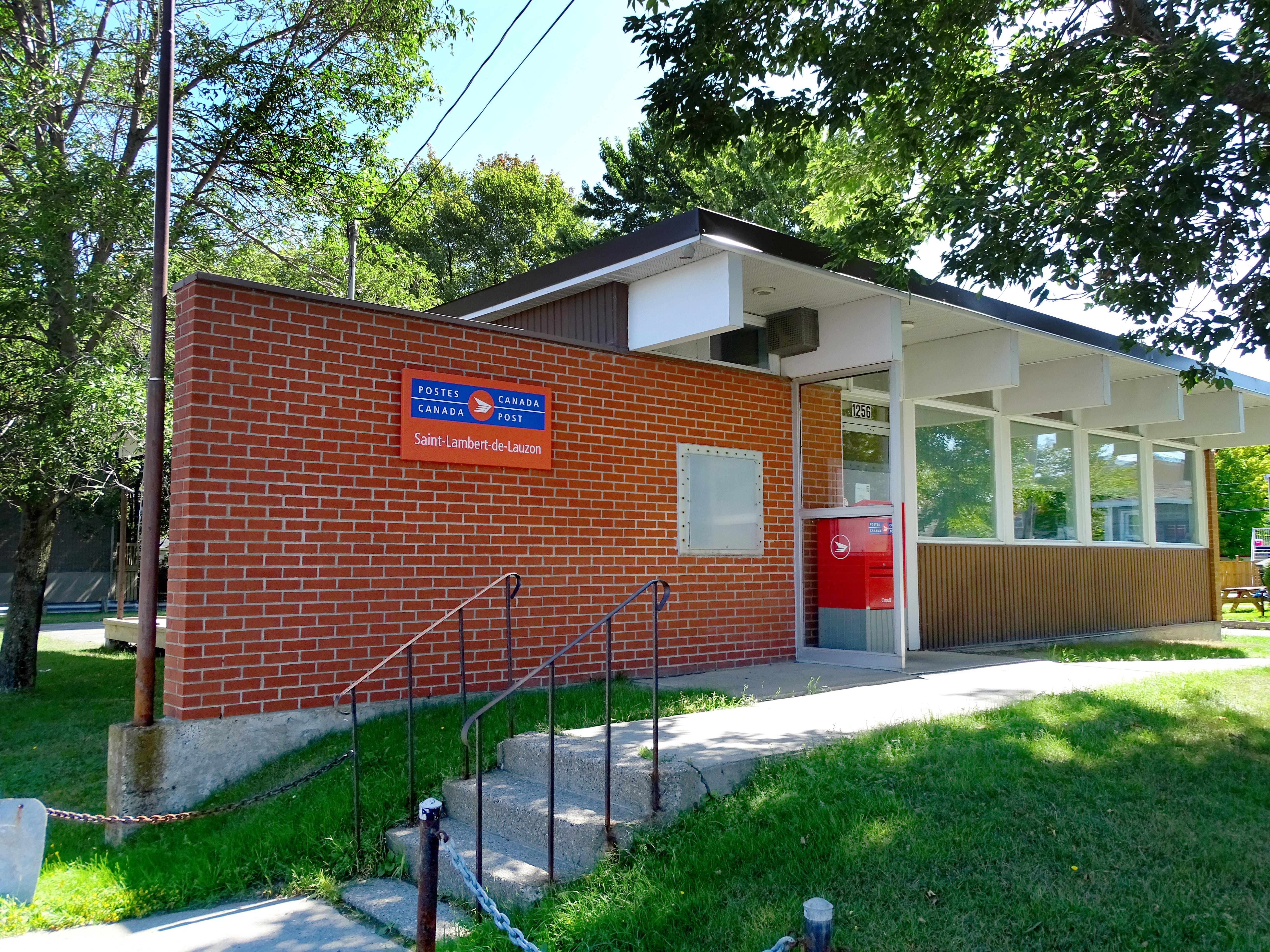
Bureau de poste

Le 22 juin 2013, la municipalité de la paroisse de Saint-Lambert-de-Lauzon a changé son statut pour celui de « municipalité ».

### Chronologie
- 30 mai 1851 : Érection canonique de la paroisse de Saint-Lambert
- 1er juillet 1855 : Érection de la municipalité de paroisse de Saint Lambert de Lauzon.
- 15 mars 1969 : La municipalité de paroisse change de nom pour Saint-Lambert-de-Lauzon.
- 22 juin 2013 : La municipalité de paroisse change son statut pour celui de municipalité.
- 1er janvier 2017 : La paroisse catholique de Saint-Lambert est fusionnée avec les paroisses lévisiennes de Saint-Romuald, Sainte-Hélène (Breakeyville), Saint-Jean-Chrysostome et Notre-Dame-du-Perpétuel-Secours (Charny) pour former la nouvelle paroisse de Saint-Jean-l'Évangéliste.

## Géographie
Saint-Lambert possède une superficie totale de 109,78 km2 (dont 107,03 km2 est terrestre). La localité s'étend de part et d'autre de la rivière Chaudière, à environ 20 kilomètres au sud de Québec. La population de Saint-Lambert est répartie dans trois secteurs : son village (46° 35′ 14″ N, 71° 12′ 44″ O), Parc-Boutin, situé en milieu forestier dans l'ouest de la municipalité (46° 33′ 43″ N, 71° 15′ 43″ O) et Domaine-des-Érables ainsi que Place-des-Îles (46° 36′ 27″ N, 71° 14′ 31″ O), en bordure de la rivière Chaudière, au nord de la municipalité. Le reste du territoire est surtout occupé par l'agriculture ou la forêt.
Son territoire est délimité par la ville de Lévis (au nord), Saint-Henri et Saint-Isidore (à l'est), Saint-Gilles (à l'ouest) ainsi que Saint-Narcisse-de-Beaurivage et Saint-Bernard (au sud). L'autoroute Robert-Cliche (A-73), principal accès routier, passe à travers la municipalité dans un axe nord-sud. Elle est également traversée par deux routes nationales : la route 175 (rue des Érables), dont la municipalité constitue une extrémité, et la route 171 (rue Bellevue). La rue du Pont (route 218) est le principal axe routier est-ouest.
Le relief de Saint-Lambert est majoritairement plat, son altitude moyenne variant surtout entre 120 et 150 mètres. La localité est arrosée par plusieurs ruisseaux et affluents mineurs de la rivière Chaudière dont la rivière Cugnet. Le Bras, affluent de la rivière Etchemin, traverse la pointe sud de la municipalité du sud vers le nord. On n'y retrouve aucun plan d'eau notable.

## Démographie
| 1996  | 2001  | 2006  | 2011  | 2016  | 2021  |
| ----- | ----- | ----- | ----- | ----- | ----- |
| 4 590 | 4 857 | 5 401 | 6 177 | 6 647 | 6 817 |

## Administration
Les élections municipales se font en bloc pour le maire et les six conseillers.
| Saint-Lambert-de-Lauzon Maires depuis 2001                                                                           |                   |         |          |
| Élection | Maire             | Qualité | Résultat |
| 2001 | Jacques Pelletier |         | Voir     |
| 2005 | François Barret   |         | Voir     |
| 2009 | François Barret   | Voir    |          |
| 2013 | François Barret   | Voir    |          |
| 2017 | Olivier Dumais    |         | Voir     |
| 2021 | Olivier Dumais    | Voir    |          |
| Élection partielle en italique Depuis 2005, les élections sont simultanées dans toutes les municipalités québécoises |                   |         |          |

## Lieux d'enseignement
- École primaire du Bac : L'augmentation de la population apporte l'agrandissement de l'École primaire du Bac qui subit des travaux en 2012
- CPE L'enfant d'eau

## Centre de loisirs
Situés sur la rue du Pont, à l'ouest de la rivière Chaudière, le Centre de loisirs et le parc Alexis-Blanchet adjacent sont les endroits où peuvent se pratiquer plusieurs activités sportives et sociales.
Installations:
- Terrain de baseball
- Deux terrains de soccer pouvant être modifiés en quatre petits terrains
- Terrain de basket-ball
- Terrain de volley-ball
- Deux patinoires
- Terrain de pétanque
- Parc de skate
- Terrain de jeux